# 斉藤光子 (アナウンサー)
斉藤 光子（さいとう みつこ）は、東北地方を拠点に活動している日本のフリーアナウンサー、元エフエム石川 (HELLO FIVE) のアナウンサー。岩手県盛岡市出身。

## 経歴
学生時代、TBCラジオでアシスタント「おはようギャル」を務めていた（現在ではおはようワイド Goodモーニングの「おはようサポーターズ」に相当する）。

### FM石川時代
- 1999年 - エフエム石川にアナウンサーとして入社
- 1999年 - 金沢市広報番組「PEOPLE & CITY I LOVE KANAZAWA」パーソナリティー
- 1999年 - 新曲紹介番組「MUSIC UP NEXT」パーソナリティー
- 2000年 - チャートカウントダウン番組「KANAZAWA HOT 100」パーソナリティー
- 2001年～2004年 - 月～木帯番組「T'S AIR」パーソナリティー

## 出演

### テレビ番組
- 河北新報ニュース（東北放送、2006年 - 2008年）
- 天気予報（東北放送、2006年 - 2008年）
- 山・海・漬（岩手めんこいテレビ、2006年 - 2008年） - リポーター
- じゃじゃじゃFriday（IBC岩手放送、2006年） - リポーター
- ひるまにあん（東日本放送、2009年 - 2010年） - リポーター
- あらあらかしこ（仙台放送、2009年4月 - ） - 「いまドキ★mobile」ナレーター

### ラジオ番組
- 河北新報ニュース（TBCラジオ、2006年 - 2008年）
- MAX WAVESCAPE（FM岩手、2006年10月 - 2008年12月）
- HANDS UP!（Date fm、2008年10月 - 2009年7月）
- MORNING JUNCTION Wonder J（Date fm） - パーソナリティ（2009年4月 - 9月）、「MORNING CHECK」担当[1]、別のパーソナリティ休暇中の代理出演（2009年10月 - 2011年6月）
- Date fm News & Weather（Date fm、2011年7月 - 2013年9月）
- Crescendo（Date fm、2012年10月 - 2013年9月） - 金曜パーソナリティ